# The Prisoner (pel·lícula de 1955)
The Prisoner és una pel·lícula britànica de 1955, dirigida per Peter Glenville. Protagonitzada per Alec Guinness i Jack Hawkins en els papers principals.

## Argument
L'argument se centra en l'empresonament i interrogatori d'un cardenal catòlic, heroi nacional en la Segona Guerra Mundial, per part del nou poder establert d'ideologia comunista, qui l'acusa d'haver col·laborat amb els ocupadors nazis del seu país i el força perquè en faci una confessió.
Hi ha una subtrama sobre un jove mossèn (Ronald Lewis) que està enamorat d'una dona casada (Jeannette Sterke), que vol sortir del país i unir-se al seu marit.

## Comentaris
Està basada en la vida del cardenal hongarès József Mindszenty i en la del cardenal croat Alojzije Stepinac (1898–1960), que també fou jutjat en acabar la guerra al seu país. Fou rodada a Anglaterra, Ostende i Brugge.

## Recepció
La pel·lícula va ser controvertida. Alguns a Irlanda la van considerar com a "procomunista"; mentre que a França, on la pel·lícula se li va prohibir la presentació a Canes, fou titllada d'"anticomunista". Així mateix, va ser prohibida a la Mostra Internacional de Cinema de Venècia pel fet de ser considerada "tan anticomunista que seria ofensiva per als països comunistes". Alguns a Itàlia la van veure com "anti-catòlica", però malgrat això, la pel·lícula va rebre un guardó per l'Oficina Catòlica Internacional del Cinema i recomanada pel Cardenal Griffin.
La Radio Times, tot elogiant les dues actuacions principals, va escriure: "La direcció teatral de Peter Glenville no farà molt per persuadir a aquells sense conviccions religioses o polítiques que s'hi impliquin". TV Guide va escriure "bàsicament una obra teatral fotografiada i, tot i que hi ha uns quants altres actors, Hawkins i Guinness són el centre dels escenaris la majoria del temps, el seu mà a mà és una delícia de veure. El director Glenville va haver de fer servir tota la seva experiència per evitar que la pel·lícula sigui poc més que caps parlants, però el seu toc hi és segur".
The New York Times va nomenar The Prisoner "un drama ombrívol i agressiu - que també és una pel·lícula cinematogràfica igualment reveladora, una de les millors de l'any ... un film que us farà tremolar i pensar."

## Repartiment
- Alec Guinness: El cardenal
- Jack Hawkins: L'interrogador
- Wilfrid Lawson: El carceller
- Kenneth Griffith: El secretari
- Jeanette Sterke: La noia
- Ronald Lewis: El guàrdia
- Raymond Huntley: El general
- Mark Dignam: El governador
- Gerard Heinz: El doctor

## Premis
- Premi National Board of Review 1955: a la millor pel·lícula estrangera.
- 5a edició dels Premis Sant Jordi de Cinematografia 1961: al millor actor estranger (Alec Guiness).[9]